# Бродовский район
Бро́довский райо́н (укр. Бродівський район) — упразднённая административная единица Львовской области Украины. Административный центр — город Броды.
Бродовский район образован в 1940 г. Расположен в северо-восточной части Львовской области. Площадь — 1162 км².

## География и климат
Бродовскими район граничит Золочевским и Радеховским Львовской области, Гороховским Волынской области, Кременецким Тернопольской области, Радивиловским Ровненской области.
Большая часть района расположена на Бродовский равнине, которая географически относится в Малому Полесью.
Средняя высота равнины — 240 метров над уровнем моря. Юго-восток Бродовщины пересекает Верхнебугский кряж Подольской возвышенности (наивысшая точка — гора Высокий камень высотой 440 м), которая является составной частью Главного Европейского водораздела. Здесь берут начало реки бассейна Днепра — Стыр (длина в пределах района — 69 км), Иква (17 км); бассейна Днестра — Серет (21 км).
Климат района мягок и достаточно влажен. В среднем ежегодно выпадает 742 мм осадков. Средняя температура самого холодного месяца — 4,3 °C, самого тёплого +18,7 °C. Преобладают западные и юго-западные ветры.
Бродовский район на полезными ископаемыми, имеются: торф, бурый уголь, известняк, кварцевый песок, глина, железная руда.
Большинство почв — чернозёмные и перегнойно-карбонатные.

## История
4 марта 1959 года к Бродовскому району была присоединена часть территории упразднённого Заболотцевского района, а 23 сентября 1959 года — часть территории упразднённого Подкаменского района.

## Административный состав района
В состав Бродовского района входит территория Бродовского городского совета, Подкаменского поселкового совета и территории 23 сельских советов:
- Бродовский горсовет
- Подкаменский поселковый совет
- Батьковский сельсовет
- Вербовчицкий сельсовет
- Гаёвский сельсовет
- Голубицкий сельсовет
- Заболотцевский сельсовет
- Комаровский сельсовет
- Лешневский сельсовет
- Маркопольский сельсовет
- Наквашанский сельсовет
- Паликорововский сельсовет
- Пеняковский сельсовет
- Подгорецкий сельсовет
- Пониквянский сельсовет
- Пониковицкий сельсовет
- Поповецкий сельсовет
- Ражневский сельсовет
- Смольновский сельсовет
- Станиславчицкий сельсовет
- Суховольский сельсовет
- Черницкий сельсовет
- Шныревский сельсовет
- Язловчицкий сельсовет
- Ясеновский сельсовет

## Население

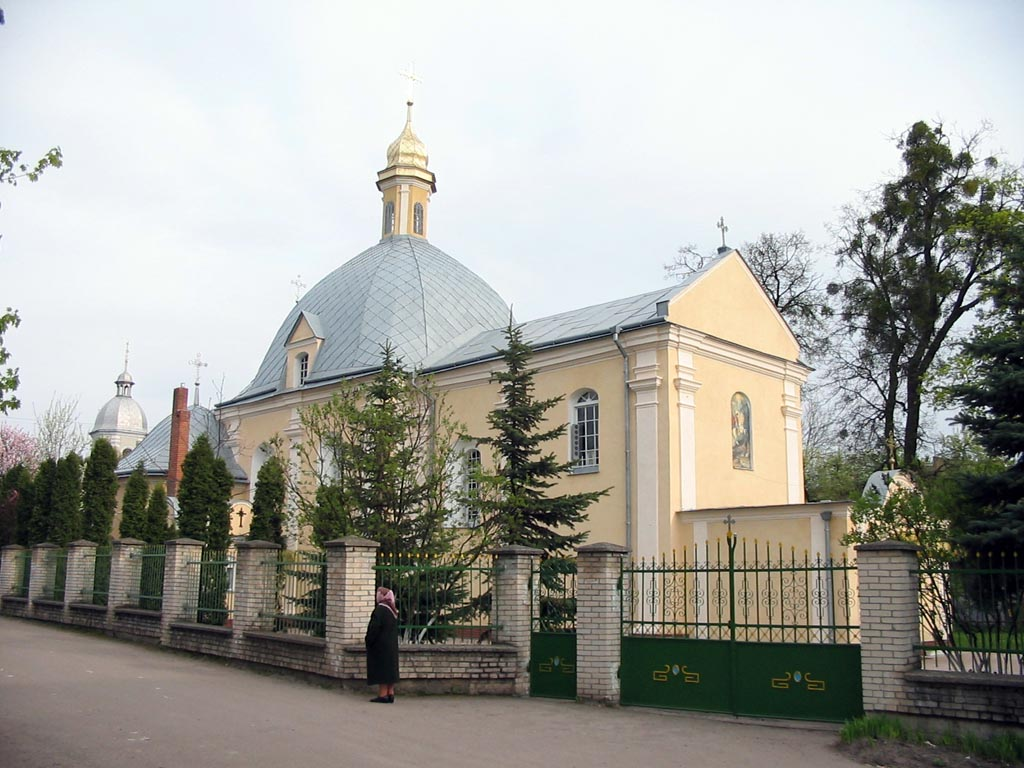
Церковь в Бродах (1625)

По результатам всеукраинской переписи населения 2001 года в районе проживало 63,9 тысяч человек (94,7 % по отношению к переписи 1989 года), из них русских — 1 тысяч человек (1,6 %) и поляков — 0,2 тысяч человек (0,3 %).

## Хозяйство
Бродовский район в основном сельскохозяйственный, промышленность развита слабо.
В районе значительную часть занимают сельскохозяйственные угодья. Их площадь — 63,4 тыс. га. Большую площадь занимают леса — 33,6 % территории района. Водные поверхности занимают 637 га. Через Бродовщину проходит крупная автомагистраль, которая соединяет Западную Европу с Восточной. Длина автодорог района — 382,9 км.
В Бродах стыкуются нефтепроводы «Дружба» и «Одесса-Броды».

## Археология
Возле села Подгорцы на месте летописного древнерусского города Плеснеск находится памятник архитектуры Плиснеское городище VI—XIII веков площадью 160 га.